# Библиография Анатоля Франса
Французский писатель Анатоль Франс (1844—1924) начал свою литературную деятельность со стихов. Позже он написал ряд романов, пьес, сборников новелл, исторических сочинений и эссе.

## Список произведений

### Стихи и поэмы
- Золотые поэмы (Poèmes dorés, 1873).
- Коринфская свадьба (Les Noces corinthiennes, 1876).

### Романы и повести
- Иокаста (Jocaste, 1879).
- Тощий кот (Le Chat maigre, 1879).
- Преступление Сильвестра Боннара (Le Crime de Sylvestre Bonnard, 1881).
- Страсть Жана Сервена (Les Désirs de Jean Servien, 1882).
- Таис (Thaïs, 1890).
- Харчевня королевы Гусиные Лапы (La Rôtisserie de la reine Pédauque, 1892).
- Суждения господина Жерома Куаньяра (Les Opinions de Jérôme Coignard, 1893).
- Красная лилия (Le Lys rouge, 1894).
- Сад Эпикура (Le Jardin d’Épicure, 1895).
- Современная история (L’Histoire contemporaine)
  - Под городскими вязами (L’Orme du mail, 1897).
  - Ивовый манекен (Le Mannequin d’osier, 1897).
  - Аметистовый перстень (L’Anneau d’améthyste, 1899).
  - Господин Бержере в Париже (Monsieur Bergeret à Paris, 1901).
- Театральная история (Histoire comique, 1903).
- На белом камне (Sur la pierre blanche, 1905).
- Остров пингвинов (L’Île des Pingouins, 1908).
- Боги жаждут (Les dieux ont soif, 1912)[1][2][3].
- Восстание ангелов (La Révolte des anges, 1914).

### Новеллы
- Валтасар (Balthasar, 1889)[4]
  - Валтасар (Balthasar, 1884—1886)[5]
  - Резеда господина кюре (Le Réséda du curé)[4]
  - Господин Пижоно (M. Pigeonneau)
  - Дочь Лилит (La Fille de Lilith)
  - Лета Ацилия (Læta Acilia)
  - Красное яйцо (L’Œuf rouge)
  - Пчёлка (Abeille)
- Перламутровый ларец (L’Étui de nacre, 1892)[6]
  - Прокуратор Иудеи
  - Амикус и Целестин
  - Легенда о святых Оливерии и Либеретте
  - Святая Евфросиния
  - Схоластика
  - Жонглёр богоматери
  - Обедня теней
  - Лесли Вуд
  - Гестас
  - Записки сельского врача
  - Записки волонтёра
  - Рассвет
  - Госпожа де Люзи
  - Дарованная смерть
  - Эпизод из времён флореаля II года Республики
  - Оловянный солдатик
  - Обыск
- Колодезь Святой Клары (Le Puits de Sainte Claire, 1895)
- Клио (Clio, 1900)
- Прокуратор Иудеи (Le Procurateur de Judée, 1902)
- Кренкебиль, Пютуа, Рике и много других полезных рассказов (L’Affaire Crainquebille, 1901)
- Рассказы Жака Турнеброша (Les Contes de Jacques Tournebroche, 1908)
- Семь жен Синей Бороды (Les Sept Femmes de Barbe bleue et autres contes merveilleux, 1909)

### Пьесы
- Чем черт не шутит (Au petit bonheur, un acte, 1898).
- Кренкебиль (Crainquebille, pièce, 1903).
- Ивовый манекен (Le Mannequin d’osier, comédie, 1908).
- Комедия о человеке, который женился на немой (La Comédie de celui qui épousa une femme muette, deux actes, 1908).